# 2011年夏季世界大学生运动会乌克兰代表团

乌克兰代表团旗帜

2011年夏季世界大学生运动会乌克兰代表团成员一共有297人。

## 奖牌榜
| 名次 | 代表团 | 金牌 | 银牌 | 铜牌 | 总数 |
| ---- | ------ | ---- | ---- | ---- | ---- |
| 7    | 乌克兰 | 11   | 20   | 13   | 44   |

## 奖牌获得者

### 金牌
1. 柔道女子78公斤级：图尔克斯
2. 女子个人佩剑：奥莉加-哈尔兰
3. 体操男子个人全能：库克先科夫
4. 男子佩剑团体赛
5. 男子跳高：邦达伦科
6. 女子400米栏：安娜-亚罗什克
7. 女子800米：奥露哈-扎霍洛狄亚
8. 自行车-女子场地20公里个人计分赛：列西娅
9. 女子25米手枪团体赛
10. 女子4×100米接力

### 银牌
1. 女子重剑个人：奧萊娜·克里維茨卡
2. 体操女子团体
3. 女子100米自由泳：斯蒂潘雅克
4. 男子单杠：库克先科夫
5. 自行车女子场地500米计时赛：舒利卡
6. 女子100米：娜塔莉亚
7. 自行车-女子场地3公里个人追逐赛：卡利托夫斯卡
8. 女子佩剑团体赛
9. 举重-男子105公斤级：麦古拉
10. 举重-男子105公斤以上级：奥列格
11. 射箭-女子反曲弓团体赛
12. 男子三级跳远：维克多-库兹涅特佐夫
13. 男子标枪：罗曼
14. 女子50米自由泳：阿姆河
15. 国际象棋-混合团体赛
16. 女子1500米：安娜
17. 男子排球
18. 跳水-女子双人三米板：奥雷娜/安娜
19. 跳水-男子团体
20. 艺术体操-个人单项圈操：马卡思耶蒙科

### 铜牌
1. 男子个人重剑：阿纳托利·格列伊
2. 女子高低杠：凯斯拉
3. 自行车-女子场地3公里个人追逐赛：加尔于克
4. 举重-女子75公斤以上级：达尔纳
5. 男子沙滩排球：波波夫/萨莫戴伊
6. 射箭-反曲弓混合团体赛
7. 女子800米：莉莉娅-洛巴诺娃
8. 男子一米板：卡瓦沙
9. 男子1500米自由泳：塞尔吉尔-弗洛罗夫
10. 女子10米气手枪个人赛：克斯特耶维奇
11. 女子10米气手枪团体
12. 女子25米手枪个人赛：奥蕾娜
13. 艺术体操-个人单项棒操：马卡思耶蒙科